# En frusen dröm
En frusen dröm är en svensk-norsk dokumentärfilmfilm från 1997 i regi av Jan Troell.

## Handling
Filmen är en dokumentär om Andréexpeditionen 1897. Filmen innehåller Nils Strindbergs foton, tagna med hans specialkonstruerade kamera 48 bilder per rulle, format 13 x 18. 

## Om filmen
Filmen premiärvisades 2 oktober 1997 i Gränna och är tillåten från 7 år. Den är en uppföljning av filmen Ingenjör Andrées luftfärd i dokumentärform.

## Rollista

### Röster
- Max von Sydow – Salomon August Andrée, överingenjör i Kongl. Patentbyrån
- Samuel Fröler – Nils Strindberg, fysiker, fotograf
- Rolf Lassgård – Knut Frænkel, civilingenjör
- Anita Ekström – Gurli Linder

### Medverkande från filmenIngenjör Andrées luftfärd
- Max von Sydow – Andrée
- Göran Stangertz – Strindberg
- Sverre Anker Ousdal – Frænkel